# Started a Fire
Started a Fire est le premier album du groupe pop britannique One Night Only qui a été publié le 11 février 2008.
L'album a débuté au numéro 10 sur la carte du Royaume-Uni et l'album a eu un disque d'or au Royaume-Uni avec plus de 100 000 ventes.

## Liste de chansons
| No  | Titre            | Durée |
| --- | ---------------- | ----- |
| 1.  | Just for Tonight | 4:18  |
| 2.  | It's About Time  | 3:26  |
| 3.  | You and Me       | 3:24  |
| 4.  | He's There       | 3:24  |
| 5.  | Start Over       | 4:57  |
| 6.  | Time             | 3:10  |
| 7.  | Stay At Home     | 3:33  |
| 8.  | It's Alright     | 3:22  |
| 9.  | Sweet Sugar      | 4:21  |
| 10. | Hide             | 5:49  |